# Онега (река)
Оне́га — река на северо-западе России, в Архангельской области. Впадает в Онежскую губу Белого моря.

## Происхождение названия
Водные системы реки Онеги и Онежского озера (Онего) не сообщаются. Б. А. Серебренников в своих ранних работах считал, что суффикс -га был типичным для волго-окской топонимики, как и суффиксы -ма, -ша, -та и так далее — они обозначали реку.
По мнению топонимиста А. К. Матвеева, название реки восходит к фин. eno-joki «большая река»: прасаам. *εno, кильд. саам. jäänn, jān- «большая река», фин. eno «большая река, поток, фарватер», карел. eno «глубокое место, фарватер (в реке)».

## Географические сведения
Длина — 416 км, площадь водосборного бассейна — 56 900 км². По данным государственного водного реестра длина водного пути р. Совза — оз. Вещозеро — р. Модлона — оз. Воже — р. Свидь — оз. Лача — р. Онега составляет 686 км.
Река берёт начало из озера Лача. Течёт по равнине, местами образуя широкие плёсы (до 450 м), местами сужаясь до 40 м (в узких местах наблюдаются пороги). Течёт вначале в северном направлении, делая излучину возле города Мирный. От истока до устья река падает на 118 м — в основном на порожистых участках, в местах пересечения моренных гряд и выхода коренных пород. У деревень Пустынька и Ярнема Онега прорезает кряж Ветреный пояс. В 75 км от устья, у пристани Чекуево, река разделяется на Малую Онегу (слева, длина 21 км) и Большую Онегу (справа, длина 33 км), которые затем вновь сливаются у деревни Чижиково, тем самым образуя низкий остров площадью около 50 км2. Ранее основным рукавом считалась Большая Онега, сейчас она стала второстепенной протокой, суда ходят по Малой Онеге. Возле города Онега впадает в Онежскую губу Белого моря. В устье распадается на два рукава — Двинский и Карельский, разделённые Кий-островом.
Средний уклон реки составляет 0,284 м/км, однако на отдельных порожистых участках уклон достигает 3,41 м/км (Бирючевские пороги на участке длиной 1 км перед впадением Волкова ручья).
Устьевая область реки включает в себя часть нижнего течения реки и прилегающую к устью реки часть вершины Онежского залива. Протяжённость устьевого участка реки около 30 км. Устьевой участок однорукавный, имеющий устьевое расширение и по своим геоморфологическим характеристикам приближается к эстуарию. Глубины около 4 м на участке ниже города Онега и около 1,5—2 м выше г. Онега. Русло реки выше г. Онега имеет четко выраженный подъём дна, связанный с залеганием здесь трудноразмываемых подстилающих дно горных пород.
Входящее в состав устьевой области устьевое взморье занимает мелководную часть вершины Онежского залива, ограниченную морским побережьем на западе от мыса Пильского до мыса Ворзогорского, на востоке — от мыса Пихнемского до мыса Пильемского. Длина устьевого взморья от устьевого створа до морской границы около 15 км. Устьевое взморье находится в пределах зоны, ограниченной изобатой 5 м, и его следует отнести к типу открытого отмелевого устьевого взморья с преобладающими глубинами 2—5 м.
Местность по берегам реки и её притоков носит название Пооне́жье.
Из крупных рек Севера Европейской части России Онега является самой порожистой. Речная сеть в бассейне Онеги аномально разрежена в верховьях (0,02 км/км2 по сравнению с 0,34 км/км2 в среднем течении и на севере), что объясняется развитием карстовых процессов.

## Гидрология
Питание смешанное, с преобладанием снегового. Сток в верховье зарегулирован озёрами. Половодье обычно наблюдается с мая по июнь. Река замерзает в конце октября — начале декабря, на порогах в январе—феврале; вскрывается в середине апреля — мае. Размах колебаний уровня у истока 3,4 м, в среднем течении до 9,7 м, в низовьях 6 м; в устье приливы до 1,5 м. Среднегодовой расход воды — в истоке 74,1 м³/с, в устье 505 м³/с (наибольший — 4530 м³/с, наименьший — 82,6 м³/с).
| Средний расход воды (м³/с) реки Онега по месяцам с 1943 по 1993 гг. (замеры производились на гидрологическом посту в районе с. Порог в 30 км от устья) |

## Притоки
Крупнейшие притоки — Кена, Икса, Кожа, Поньга (левые); Волошка, Моша, Кодина (впадает в рукав Большая Онега), Мудьюга, Нельнюга, Вонгуда (правые).

## Хозяйственное использование
Река судоходна на отдельных плёсах. Длина верхнего судоходного участка «Каргополь — озеро Лача» — 6 км. Нижний судоходный участок, от села Порог до устья, имеет протяжённость 30 км. Сплавная.

## Природа
Берега сравнительно высокие, залесённые, в среднем течении имеются заливные луга. В устье лов сёмги и наваги.

## Населённые пункты
На Онеге расположены города Каргополь (в верхнем течении) и Онега (в устье) — крупные центры лесной промышленности. Посёлок Североонежск. Село Конёво. Деревни: Чекуево, Ярнема, Корельское, Карельское и другие.

## История
В прошлом, когда на реке было развито судоходство, нередко происходили катастрофы. Так, 29 июня 1878 года в Красновском приходе от переполнения парома на реке Онега утонуло 50 человек, переезжавших на службу в церковь. 18 мая 1889 года возле моста в селе Архангело в Каргопольском уезде погибла лодка с 16 соловецкими богомольцами.
В деревнях по берегам сохранились памятники русской деревянной архитектуры.